# 스노베 료조
스노베 료조(일본어: 須之部 量三, 1918년 2월 15일 ~ 2006년 2월 14일)는 일본의 외교관이다. 주네덜란드, 주인도네시아, 주대한민국 특명전권대사를 1972년부터 1981년까지 맡았고 1981년부터 1983년까지 외무성 외무사무차관을 역임했다.

## 인물
도쿄도 출신으로 구제 우라와 중학교, 구제 시즈오카 고등학교를 거쳐 도쿄 제국대학 법학부를 졸업했다. 1941년 12월 외무성에 입성하여 주 소련 대사관 참사관, 주미 공사, 외무성 아시아 국장, 주네덜란드 대사(1972년 ~ 1973년), 주인도네시아 대사(1973년 ~ 1977년), 주대한민국 대사(1977년 ~ 1981년)를 거쳐 1981년부터 1983년까지 외무사무차관을 맡았다.
1983년부터 1993년까지 교린 대학 교수로 활동하여 그후 명예교수가 됐고 2006년 2월 14일에 사망했다.

## 같이 보기
- 소노다 스나오
- 스즈키 젠코